# Сервантес Гарсия, Хуан Пабло
Хуан Пабло Сервантес Гарсия (исп. Juan Pablo Cervantes García; род. 23 июня 1992, Мехико) ― мексиканский паралимпийский легкоатлет. Бронзовый призёр Паралимпийских игр 2020 в Токио. Двукратный чемпион Панамериканских Паралимпийских игр 2019 года.

## Биография
Родился 23 июня 1992 года в Мехико, Мексика.
Сервантес Гарсия начал свою спортивную карьеру, играя в баскетбол на инвалидных колясках. Перешел на паралимпийскую легкую атлетику по совету своего тренера.
Сервантес Гарсия впервые принял участие в Паралимпийских играх в Лондоне в 2012 году, где участвовал в бегах на 100 метров T54, 400 метров T54 и в эстафете 4x400 метров T53 — T54, но нигде не выиграл медали.
Первые свои медали на международном уровне он завоевал на Панамериканских Паралимпийских игр 2019 года. Здесь он дважды стал чемпионом в беге на 100 метров T54 и 400 метров T54.
На Чемпионате мира по паралимпийской легкой атлетике в Дубае (ОАЭ) Хуан Пабло пришел первым в финале забега 100 метров T54.
На летних Паралимпийских играх 2020 года в Токио Хуан Пабло Сервантес Гарсия выиграл бронзовую медаль в беге на 100 метров T54.